# Charles Hardinge
Charles Hardinge (20 juin 1858 – 2 août 1944), 1er baron Hardinge of Penshurst, est un diplomate et homme politique britannique, vice-roi des Indes de 1910 à 1916. 

## Biographie
Petit-fils de Henry Hardinge, 1er vicomte Hardinge et gouverneur général des Indes, Charles Hardinge fait ses études à Eton College puis à Trinity College (Cambridge). Il entre dans la carrière diplomatique en 1880 et est nommé ambassadeur en Russie en 1904. En 1906, il est promu au poste de sous-secrétaire permanent au Foreign Office et, tout en étant lui-même Conservateur, il travaille en étroite collaboration avec le Libéral Sir Edward Grey, secrétaire d'État aux Affaires étrangères. En 1910, il est élevé à la pairie du Royaume-Uni en tant que baron Hardinge de Penshurst, et le gouvernement Asquith le nomme vice-roi des Indes.
Son mandat connait plusieurs événements marquants, dont la visite du roi Georges V et les cérémonies du Delhi Durbar de 1911, ainsi que le déplacement de la capitale de Calcutta à New Delhi en 1912. Lord Hardinge est la cible de plusieurs tentatives d'assassinat organisées par les indépendantistes indiens, mais son mandat voit s'améliorer les relations entre l'Inde britannique et les nationalistes, d'abord en raison des réformes de 1909, puis grâce à son admiration personnelle envers Gandhi, et enfin grâce à son hostilité envers la politique sud-africaine d'interdiction de l'immigration indienne.
Pendant la Première Guerre mondiale, cela permet au gouvernement britannique de rappeler des Indes la quasi-totalité de ses troupes et, parallèlement, d'envoyer de nombreux soldats indiens combattre hors des frontières du Raj. En particulier, la British Indian Army joue un rôle déterminant dans la campagne de Mésopotamie.
En 1916, Hardinge retrouva son poste précédent à Londres, celui de sous-secrétaire permanent au Foreign Office, cette fois sous les ordres de Lord Arthur Balfour.  En 1920, il fut nommé ambassadeur en France, avant de prendre sa retraite en 1922. Il mourut à Penshurst, dans le Kent, le 2 août 1944. Son fils, Alec Hardinge, est secrétaire privé des rois Édouard VIII et George VI.

## Distinctions et honneurs
- Ordre de la Jarretière
- Chevalier grand croix de l'Ordre du Bain
- Chevalier grand croix de l'Ordre de l'Étoile des Indes
- Chevalier grand croix de l'Ordre de Saint-Michel et Saint-Georges
- Chevalier grand croix de l'Ordre de l'Empire des Indes
- Chevalier grand croix de l'Ordre royal de Victoria
- Ordre du service impérial
- Il fait partie du Privy Council of the United Kingdom